# Joaquín Baca-Asay
Joaquín Baca-Asay est un directeur de la photographie né le 3 septembre 1969 à Berkeley en Californie.
Il a notamment signé la photographie de deux films de James Gray : La nuit nous appartient (2007) et Two Lovers (2008).

## Filmographie

### Cinéma

#### Longs métrages
- 1995 : Low de Lise Raven
- 1995 : Sleepover de John F. Sullivan
- 1996 : Ratchet de John Johnson
- 1998 : Dead Broke d'Edward Vilga
- 1998 : Chocolate for Breakfast d'Emily Baer
- 1999 : Coming Soon de Colette Burson (en)
- 1999 : Two Ninas de Neil Turitz
- 2000 : Chaos Theory d'Edward Vilga
- 2001 : Super Troopers de Jay Chandrasekhar
- 2002 : Roger Dodger de Dylan Kidd
- 2002 : Showboy de Lindy Heymann et Christian Taylor
- 2004 : P.S. de Dylan Kidd
- 2005 : Âge difficile obscur (Thumbsucker) de Mike Mills
- 2007 : La nuit nous appartient (We Own the Night) de James Gray
- 2008 : Two Lovers de James Gray

#### Courts métrages
- 1990 : If Only Forever
- 1992 : The Lady in Waiting
- 1993 : A Dog Race in Alaska
- 1997 : Baggage
- 2000 : Architecture of Reassurance
- 2008 : Santasm

### Clips
- 1996 : Mariah Carey: Always Be My Baby
- 1996 : Actual Facts
- 1996 : Game Plan
- 1996 : Waitin'
- 1996 : Jay-Z: Dead Presidents
- 2004 : Jay-Z: 99 Problems